# Foraker (Oklahoma)
Foraker es un pueblo ubicado en el condado de Osage en el estado estadounidense de Oklahoma. En el año 2010 tenía una población de 19 habitantes y una densidad poblacional de 31,67 personas por km².

## Geografía
Foraker se encuentra ubicado en las coordenadas 36°52′21″N 96°33′56″O / 36.87250, -96.56556 (36.872607, -96.565426).

## Demografía
Según la Oficina del Censo en 2000 los ingresos medios por hogar en la localidad eran de $36,250 y los ingresos medios por familia eran $63,333. Los hombres tenían unos ingresos medios de $38,750 frente a los $18,750 para las mujeres. La renta per cápita para la localidad era de $20,079. Alrededor del 0% de la población estaban por debajo del umbral de pobreza.